# آلوس
آلوس در گویش تالشی و گیلکی به معنای ذغال گداخته میباشد.
آلوس نام روستا و جزیره‌ای است در درون رود فرات در استان انبار عراق. در خاور آلوس شهر جبه و در باختر آن قلعه حدیثه قرار دارد. دانشوران متعددی از آلوس برخاسته‌اند و یاقوت حموی نیز در کتاب معجم‌البلدان از آلوس نام برده‌است. جزیره آلوس به فاصله پنج مرحله از بغداد می‌باشد.
آلوس ظاهراً در زمان‌های گذشته شهری ساحلی بوده که در اثر تغییرات فرات، به جزیره تبدیل شده‌است.
آلوسی تباری نامدار در عراق بودند که از میانه‌های سده ۱۳ ه. ق دانشورانی در فقه و تفسیر و ادب، از آن‌ها برخاست. نیای بزرگ این خاندان، در زمان حملهٔ هلاکوخان به بغداد از آنجا فرار کرده و به «آلوس» رفته و بعد فرزندانش تا سده ۱۱ ه. ق در همان‌جا مانده و سال‌های بعد به بغداد برگشتند.

## بزرگان
- آلوسی کبیر، تفسیرگر و مفتی و فقیه (۱۸۰۳–۱۸۵۴ م).
- عبدالله بهاءالدین آلوسی، شاعر و خوشنویس و فقیه. درگذشته ۱۸۷۴ م.
- نعمان آلوسی. ادیب، فقیه و خوش‌نویس (۱۸۳۶–۱۸۹۹ م).
- احمد شاکر آلوسی، فقیه و خوش‌نویس. درگذشته در استانبول در ۱۹۱۱ م.
- علی علاءالدین آلوسی. خوش‌نویس و قاضی و واعظ و حدیث‌شناس و فقیه. درگذشته در بغداد در سال ۱۹۲۱ م.
- محمود شکری آلوسی. فقیه و خوش‌نویس و شاعر و حدیث‌شناس (۱۸۵۶–۱۹۲۳ م).
- مصطفی افندی آلوسی. فقیه و قاضی و خوش‌نویس و حدیث‌شناس. درگذشته در بغداد در سال ۱۹۲۷